# 岸和田本線料金所
岸和田本線料金所（きしわだほんせんりょうきんじょ）は、大阪府岸和田市積川町にある、大阪府の松原JCTから和歌山県の南紀田辺ICを結ぶ阪和自動車道の本線料金所である。当料金所で通行券を受け取る形となる（岸和田和泉ICからの車の場合、同ICで通行券を受け取っているため検札のみ）。松原方面には岸和田和泉ICがあり、和歌山方面には岸和田サービスエリアや貝塚ICがある。元々は松原・吹田方面にも料金所があったが、2006年2月8日に廃止された。

2006年2月7日以前は、当所で松原方面は阪和道対距離料金の精算・和歌山方面は通行券の発券、堺本線料金所で阪和道均一区間料金の精算、岸和田和泉ICに料金所がなかった。
2006年2月8日から2018年3月31日までは、和歌山方面は阪和道均一区間料金の精算と通行券の発券をしていた。※岸和田和泉ICからの車は検札のみ

## 歴史
- 2006年2月8日 : 松原方面を廃止[1]。

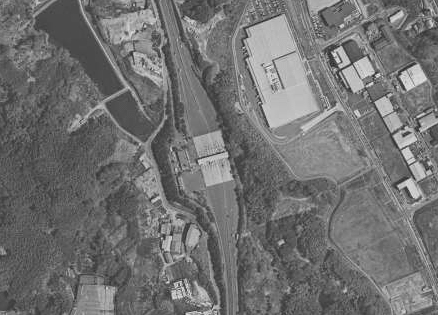
上下線に料金所があった時代の航空写真（2004年）。

- 2018年4月1日 : 一般レーンでは、阪和道均一料金の収受を廃止して通行券の発券のみになる。

## 料金所

### 関西空港・和歌山方面
- ブース数：6
  - ETC専用：3
  - 一般：3

## 隣
E26 阪和自動車道
(16)岸和田和泉IC - 岸和田本線TB - 岸和田SA - (17)貝塚IC